# Ludwig Curtius

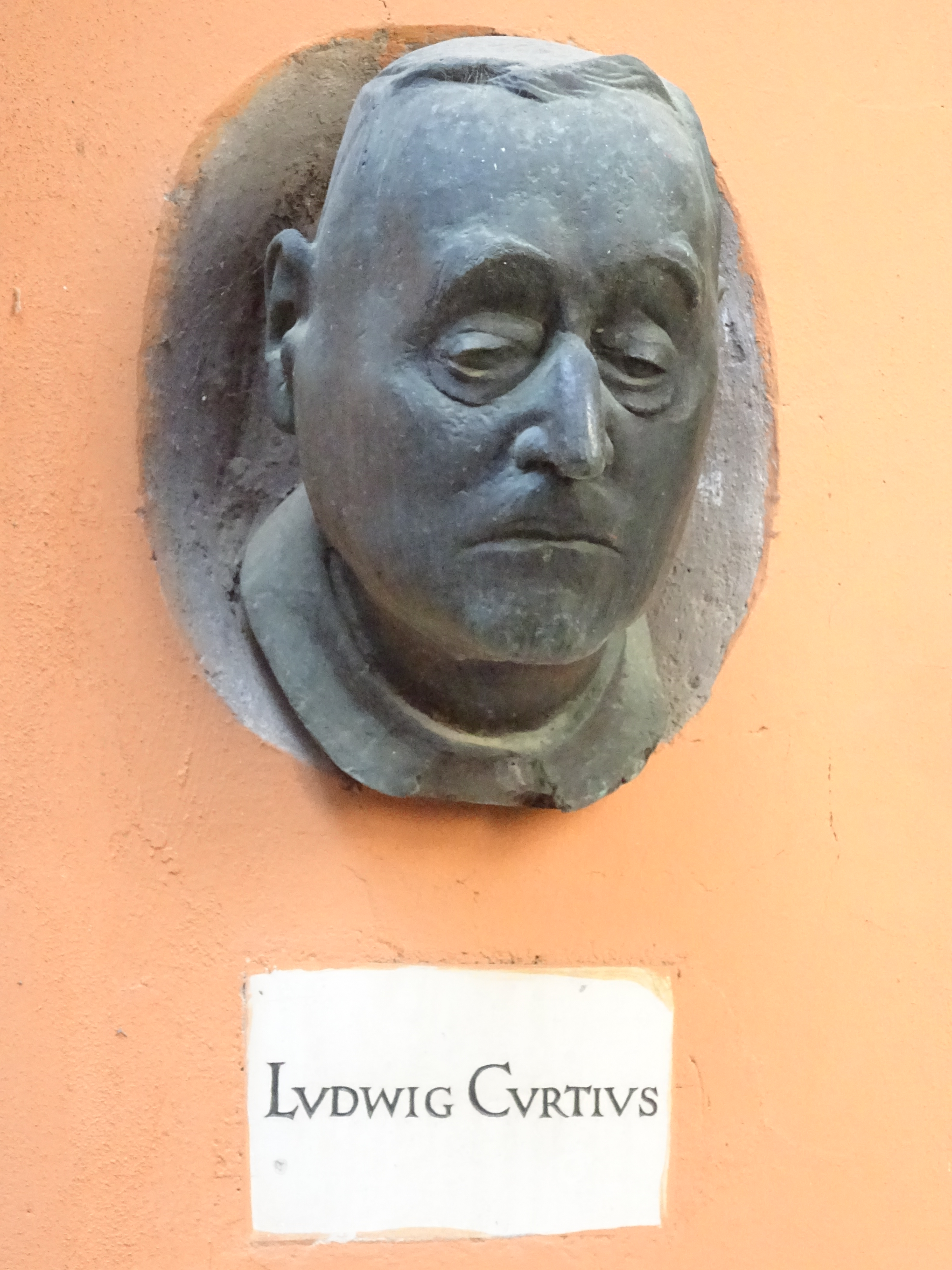
Grabstätte des Archäologen Ludwig Curtius

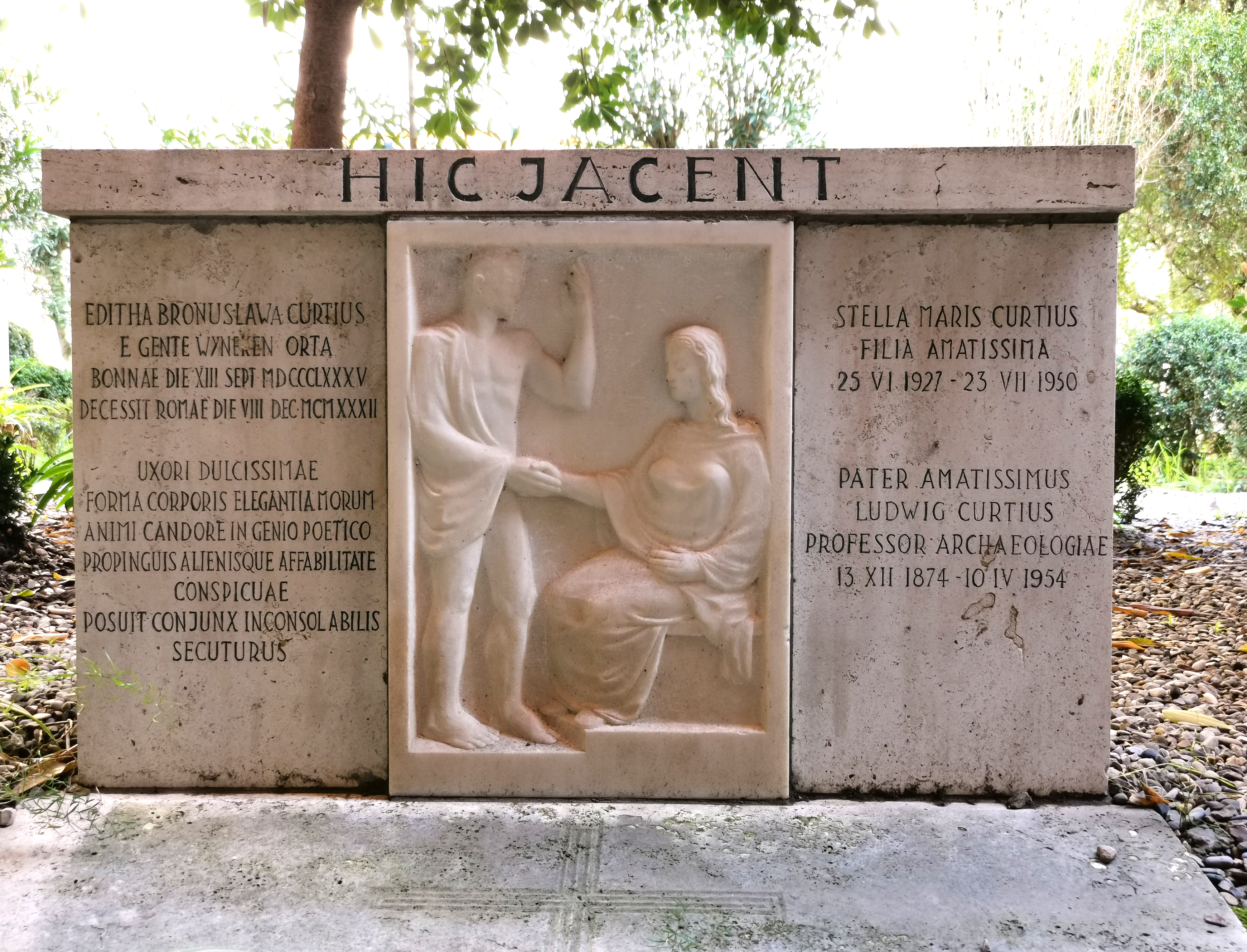
Familiengrab auf dem Campo Santo Teutonico, Rom

Ludwig Michael Curtius (* 13. Dezember 1874 in Augsburg; † 10. April 1954 in Rom) war ein deutscher Klassischer Archäologe.

## Leben
Ludwig Curtius war der Sohn des Augsburger Arztes Ferdinand Curtius (1844–1919) und dessen Ehefrau Therese, geb. Göhl aus Hindelang (1855–1939). Er studierte nach dem Abitur am Augsburger Gymnasium bei Sankt Stephan zunächst Philosophie, Rechtswissenschaften und Nationalökonomie an den Universitäten München und Berlin, ehe er durch eine Vorlesung Adolf Furtwänglers die Archäologie für sich entdeckte und 1896 in München bei Furtwängler das Studium dieses Faches aufnahm. 1899 wurde er Privatlehrer für dessen Sohn, den späteren Dirigenten Wilhelm Furtwängler.
1901 wurde Curtius Assistent am Königlichen Antiquarium in München, im Folgejahr erfolgte die Promotion. Von 1904/05 erhielt er das Reisestipendium des Archäologischen Instituts des Deutschen Reichs und nahm bis 1907 an den deutschen Ausgrabungen auf Ägina und im türkischen Boğazköy teil. Nach seiner Habilitation in München im Jahr 1907 wurde er am 7. Juli 1908 außerordentlicher Professor, am 2. Januar 1913 schließlich Ordinarius an der Universität Erlangen.
Den Ersten Weltkrieg begann er, obwohl schon Professor, als einfacher Soldat an der Westfront, wurde aber im Verlaufe des Krieges bis zum Leutnant befördert und diente als Nachrichtenoffizier auf dem Balkan, wo ihm seine Kenntnisse des Griechischen beim Kontakt mit Partisanengruppen zugutekamen. Im Anschluss wurde er am 1. August 1918 Professor und Direktor des Archäologischen Instituts der Universität Freiburg im Breisgau, bis er 1920 als Nachfolger von Friedrich von Duhn an das Archäologische Institut der Universität Heidelberg ging. Dort erweiterte er die Gipsabguss-Sammlung um zahlreiche, teilweise sehr kostspielige Stücke, konzentrierte sich daneben aber besonders auf den Ausbau der Institutsbibliothek und der Phototek/Diasammlung. Am 11. Juni 1921 heiratete er in Heidelberg Edith von Fransecky, geborene Wyneken (1885–1932), die zwei Töchter aus erster Ehe hatte. 1924/1925 war Curtius Mitglied des Engeren Senats und Dekan der Philosophischen Fakultät der Universität Heidelberg; 1925 lehnte er einen Ruf an die Universität zu Köln ab.
Im Jahr 1928 wurde er wissenschaftlicher Direktor der Abteilung Rom des Archäologischen Instituts des Deutschen Reichs, blieb aber Honorarprofessor der Universität Heidelberg. Mit seiner Einwilligung fand er auch einen Eintrag im deutschen Führerlexikon 1934/1935. Im Jahr 1937 versetzten die Nationalsozialisten Curtius in den vorzeitigen Ruhestand. Im selben Jahr erschien mit zweijähriger Verspätung eine Festschrift zum sechzigsten Geburtstag in zwei Bänden beim Verlag W. Kohlhammer Stuttgart. Rom blieb gleichwohl bis zu seinem Tode seine zweite Heimat. Das Grab von Ludwig Curtius befindet sich auf dem Campo Santo Teutonico in Rom.
1952 wurde er Mitglied des Ordens Pour le Mérite und erhielt das Große Verdienstkreuz mit Stern der Bundesrepublik Deutschland verliehen. Er war Mitglied des Deutschen Archäologischen Instituts, des Österreichischen Archäologischen Instituts, der Bayerischen Akademie der Wissenschaften (ab 1935), der Heidelberger Akademie der Wissenschaften (ab 1921), der Akademie der Wissenschaften zu Göttingen sowie der Accademia Nazionale dei Lincei.
Zu seinen Schülerinnen gehörte unter anderem Hermine Speier (1898–1989), die er im Jahr 1928 mit nach Rom an das Archäologische Institut nahm.
Ein Teil seines schriftlichen Nachlasses liegt im Deutschen Kunstarchiv im Germanischen Nationalmuseum in Nürnberg.

## Schriften (Auswahl)
Siehe Schriften von Ludwig Curtius (1874-1954). Eine Bibliographie. Zusammengestellt und mit einem Vorwort versehen von Reinhard Lullies. Zabern, Mainz 1979.
Seine Arbeiten über Das antike Rom und Die antike Kunst – Die klassische Kunst Griechenlands (2 Bände) sind prägend für das Verständnis antiker Kunst in seiner Zeit. In Die Wandmalerei Pompejis verbreitet Curtius grundlegende Erkenntnisse.
- Die antike Kunst. 2 Bände, Berlin 1923–1938. 3. Auflage, Darmstadt 1959.
- Das antike Rom. Aufnahmen von Alfred Nawrath. Schroll, Wien 1944.
- Die Wandmalerei Pompejis. Leipzig 1929 (Nachdruck Darmstadt 1972).
- Deutsche und antike Welt. Lebenserinnerungen. Stuttgart 1950 (Autobiografie).